# Henry of Essex
Henry of Essex (auch: Henry d’Essex, † nach 1163) war ein anglonormannischer Adeliger, der während der Herrschaft der Könige Stephan und Heinrich II. das Amt des Constable of England innehatte.

## Herkunft
Henry of Essex war ein Sohn von Robert Fitzsweyn of Essex († um 1140) und von dessen Frau Gunnora, einer Tochter von Robert Bigod. Sein Vater erbte er Honour of Rayleigh mit Rayleigh Castle in Essex.

## Constable des Königs
Von etwa 1151 an diente Henry König Stephan als Royal Constable und als Richter in Essex. Obwohl die Kaiserin Matilda wohl versuchte, ihn während der Anarchy auf ihre Seite zu ziehen und Henry nachweislich die Aufforderung von Heinrich von Blois, des Bischofs von Winchester hörte, Matilda zu unterstützen, gibt es keine Anzeichen, dass er je König Stephan verlassen hätte. Nach dem Tod von König Stephan trat er jedoch sofort in den Dienst von Heinrich II., dem Sohn von Matilda und Nachfolger Stephans als König. Weihnachten 1154 diente er Zeuge für Urkunden von Heinrich, in denen er als Royal Constable genannt wurde. 1156 diente er als Richter, als Kanzler Thomas Becket erstmals in England als Wanderrichter durch neun Grafschaften in Südengland reiste. 1155 war er Sheriff von Hertfordshire und von 1156 bis 1157 Sheriff von Buckinghamshire und Bedfordshire.

## Sturz nach dem Gefecht am Coleshill
Dabei begleitete Henry häufig den König, so auch auf dessen Feldzug von 1157 nach Wales. Dabei geriet der König im Gefecht am Coleshill in einen walisischen Hinterhalt. Als Henry hörte, dass der König angeblich gefallen war, warf er in Panik die königliche Standarte fort und flüchtete laut rufend, dass der König tot sei. Dieser war jedoch nur verwundet, und es gelang ihm, wieder seine Truppen zu sammeln und den Feldzug fortzusetzen. Dieser Zwischenfall bedeutete das Ende von Henrys Karriere im Dienst des Königs. Zu Michaelis 1157 wurde er als Sheriff abgelöst, und danach wird er nur noch selten in königlichen Urkunden erwähnt. Dennoch blieb er weiterhin Royal Constable, in dieser Funktion nahm er im Frühjahr und Sommer 1159 am Feldzug gegen Toulouse teilnahm. 
Am Gerichtstag des Königs zu Ostern 1163 wurde Henry von Robert de Montfort, dessen Familie einst Henrys Besitzung Haughley besessen hatte, wegen seines Verhaltens am Coleshill des Verrats beschuldigt und zu einem Gerichtskampf aufgefordert. Dieser Zweikampf fand einige Monate später auf Fry’s Island in der Themse bei Reading (Berkshire) statt. Im Kampf verwundet fiel Henry zu Boden und wurde für tot gehalten, doch die Mönche der Abtei von Reading, die ihn bereits auf Fürsprache von einflussreichen Freunden begraben wollten, stellten fest, dass er noch lebte und retteten sein Leben. Da er den Kampf verloren hatte, galt er als überführter Verräter und verlor seine Besitzungen und Ämter. Der König erlaubte ihm, in das Kloster von Reading einzutreten, wo er als Mönch starb.
Zuvor hatte Henry nur kleine Stiftungen zugunsten des Prämonstratenserpriorats von Blackwose in Kent getätigt.

## Familie und Nachkommen
Henry war zweimal verheiratet. In erster Ehe war er mit Cecily verheiratet, deren Herkunft unbekannt ist. Sie war die Mutter der meisten seiner Kinder. Seine zweite Ehefrau war Alice, die vermutlich eine Tochter, möglicherweise aber auch die Witwe von Robert de Vere († um 1151) war. Alice brachte umfangreiche Besitzungen mit in die Ehe, darunter die Baronie von Haughley, die Robert de Vere durch die Heirat mit Alice de Montfort erworben hatte.
Henry hatte mehrere Kinder, darunter:
- Henry of Essex der Jüngere
- Hugh
- Robert
- Agnes of Essex ⚭ Aubrey de Vere, 1. Earl of Oxford
- Alice ⚭ (?) Geoffrey de Say (1135–1214)